# Фосфен
Фосфен (от гръцки: phos – „светлина“ и phainein – „показвам“) е явление, характеризиращо се с виждане на светлина без тя действително да попада в окото. Фосфени са проблясъци от светлина, често свързан с оптичен неврит, предизвикани от движение или звук. Фосфени могат да бъдат предизвикани директно от механични, електрически или магнитни стимулации на ретината или зрителния кортекс, както и чрез случайни възбуждания на клетките в зрителната система. Фосфени са наблюдавани и от медитиращи хора, които прекарват дълги периоди без визуална стимулация (явлението е известно и като кино на затворника) или при халюцинации.